# Thliptoceras caradjai
Thliptoceras caradjai là một loài bướm đêm trong họ Crambidae.